# Gretchen Phillips
Gretchen Phillips (Galveston, 1963) è una cantautrice e musicista statunitense.

## Biografia
La Phillips è nata a Galveston, Texas ed è cresciuta a Houston. I suoi genitori erano musicisti e così cominciò a suonare sin dall'infanzia. Dopo essersi diplomata alla High School for Performing and Visual Arts, decise di trasferirsi ad Austin con lo scopo di diventare una musicista professionista.
La Phillips è apertamente omosessuale, ed il suo lesbismo hanno fortemente influenzato gran parte della sua opera.
La Phillips ha fatto parte di tre importanti band della metà degli anni '80: la band punk Meat Joy (insieme a Jamie Lee Hendrix, Melissa Cobb, John Boy Perkins e Tim Pierre Mateer), la band rock Girls in the Nose (con Pam Barger, Kay Turner, Joanna Labow e Darcee Douglas) e la band country pop Two Nice Girls (insieme a Pam Barger, Laurie Freelove, Meg Hentges e Kathy Korniloff), che attirò l'attenzione della nazione grazie alla canzone "I Spent My Last $10 (on Birth Control and Beer)", che ironizza sulle relazioni eterosessuali.
Dopo la rottura con le "Two Nice Girls", la Phillips è stata membro della The Gretchen Phillips Experience (con Andy Loomis, Thor Harris, John Paul Keenon e Jo Walston), delle Dusty Trails (con Josephine Wiggs and Vivian Trimble), di Phillips & Driver (con David Driver), Lord Douglas Phillips (con Terri Lord and Darci Douglass) e The Gretchen Phillips Ministries (con la formazione della Experience) e ha intrapreso anche una carriera solista.
Con le Two Nice Girls la Phillips ha vinto un GLAAD Media Award nel 1991 e, nel 2001, è entrata a far parte della Texas Music Hall of Fame.

## Discografia
- The Many Moods of Meat Joy - Meat Joy
- Chant to the Full Moon - Girls in the Nose
- Girls in the Nose - Girls in the Nose
- Meat Joy - Meat Joy
- 2 Nice Girls - Two Nice Girls
- Like a Version - Two Nice Girls
- chloe liked olivia - Two Nice Girls
- Songs to Save Your Soul - Gretchen Phillips
- A Taste of LDP - Lord Douglas Phillips
- Seitan is Real - The Gretchen Phillips Ministries
- Togetherness - Phillips & Driver
- Welcome To My World - Gretchen Phillips
- Welcome to My World and a Half - Gretchen Phillips
- Do You Ever Wish For More? - Gretchen Phillips